# Morangles
Morangles település Franciaországban, Oise megyében. Lakosainak száma 408 fő (2022. január 1.). Morangles Boran-sur-Oise, Crouy-en-Thelle, Fresnoy-en-Thelle, Le Mesnil-en-Thelle, Neuilly-en-Thelle, Bernes-sur-Oise és Bruyères-sur-Oise községekkel határos.

## Népesség
A település népességének változása:
| Lakosok száma | 410  | 420  | 392  | 378  | 416  | 408  | 403  | 408  |
|               | 2013 | 2015 | 2017 | 2018 | 2019 | 2020 | 2021 | 2022 |